# Ọrunmila
Ọrunmila (nommé Ọrúnla ou Orúla en Amérique latine) est l'Orisha (divinité Yoruba) de la sagesse, de la connaissance et de la divination, ainsi que le premier Babalawo.

## Sources historiques et littéraires
Suivant les catégories développées par l'universitaire nigérian Peju Yemaje, Orunmila est considéré comme un Orisha primordial, un ara orun, celui qui existait avant la création de l'humanité et réside au Ciel, par opposition à irun-male ou irunmole , êtres sacrés vivant sur Terre 
On le nomme, pour le louer, " Igbákejì Olódùmarè " (commandant en second d'Olodumare ) et " Ẹlẹ́rìí ìpín " (témoin du destin). Les prêtres d'Ifá sont connus sous le nom de babalawos et les prêtresses d'Ifá sont connues sous le nom d'iyanifas.
Orunmila est considéré comme un sage, garant de la connaissance intuitive. Il peut affecter la réalité des personnes, plus que n'importe quel Orisha.

## Sacerdoce et initiation
Il existe 256 Odu; dont chacun compte récits et prières dont on dit qu'ils datent de l'époque où Orunmila a parcouru la Terre en tant que prophète,,.
Le sacerdoce de cette divinité est ouvert aux femmes dans certaines communautés (en Amérique latine et dans certaines régions d'Afrique de l'Ouest, ce n'est pas le cas). Le terme « Awo », qui signifie « secret », est un titre non genré qui désigne un prêtre ou une prêtresse initié d'Orunmila. Les pratiquants de l'Ifa croient en une dualité masculin-féminin, chaque genre existant du fait de l'essence masculine et féminine, ce qui explique l'inclusion des genres masculin et féminin dans les rites et les cérémonies.

## Analyse
Dans une perspective de rapprochement des cultures, la philosophe Sophie Oluwole assimile ce dieu à la figure de Socrate, écrivant que la pensée autour de l'orisha est aussi sophistiquée que la philosophie socratique. Orunmila, au lieu de se fonder sur les différences, cherche une certaine cohésion sociale. Ces deux figures sont considérées fondatrices de la philosophie, et interrogent la hiérarchie entre les cultures.

## Ressources
- Chef S. Solagbade Popoola & Fakunle Oyesanya, Ikunle Abiyamo : L'ASE de la maternité 2007. (ISBN 978-0-9810013-0-2)
- Bibliothèque en chef S. Solagbade Popoola, INC Ifa Dida Volume One (EjiOgbe - Orangun Meji) (ISBN 978-0-9810013-1-9)
- Bibliothèque en chef S. Solagbade Popoola, INC Ifa Dida Volume Deux (OgbeYeku - OgbeFun) (ISBN 978-1-926538-12-9)
- Bibliothèque en chef S. Solagbade Popoola, INC Ifa Dida Volume Trois (OyekuOgbe - OyekuFun) (ISBN 978-1-926538-24-2)
- James J. Kulevich, "L'Odu de Lucumi: informations sur les 256 Odu Ifa"
- Ayele Fa'seguntunde' Kumari, Iyanifa : Femmes de sagesse (ISBN 978-1500492892)